# Weronika Kaczor
Weronika Kaczor (* 30. Mai 2003 in Wałbrzych) ist eine polnische Fußballspielerin.

## Karriere

### Vereine
Kaczor begann im Alter von 13 Jahren in Legnica beim dort ansässigen Miedź Legnica mit dem Fußballspielen. Im weiteren Verlauf war sie von 2018 bis 2020 Spielerin des Studenten-Sportvereins der Sportschule Łódź, bevor sie vom Erstligisten Górnik Łęczna zur Saison 2020/21 verpflichtet wurde. Bis zum Saisonende 2022/23 wurde sie in 54 Punktspielen in der Ekstraliga Kobiet, der höchsten Spielklasse im polnischen Frauenfußball, eingesetzt. Ihr Debüt im Seniorinnenbereich gab sie am 6. September 2020 (5. Spieltag) beim 4:0-Sieg im Auswärtsspiel gegen APLG Gdańsk; ihr erstes von zwei Toren während ihrer Vereinszugehörigkeit erzielte sie am 30. Oktober 2021 (9. Spieltag) beim 5:1-Sieg im Heimspiel gegen Rekord Bielsko-Biała mit dem 1:0-Führungstreffer in der 31. Minute. Auch ihr zweites Tor war der 1:0-Führungstreffer, der ihr am 5. März 2022 (12. Spieltag) beim 3:3-Unentschieden im Auswärtsspiel gegen GKS Katowice gelang. Mit der Mannschaft schloss sie die Saison 2021/22 und 2022/23 jeweils als Zweitplatzierter ab.
Zur Saison 2023/24 wurde sie vom Bundesligaaufsteiger 1. FC Nürnberg verpflichtet. Nach nur einer Saison, in der sie in 14 Punktspielen eingesetzt worden war, kehrte sie nach Polen zurück.
Sie wurde am 5. Juli 2024 vom Erstligisten Gieksa Katowice S.A. verpflichtet und mit einem bis zum 30. Juni 2026 datierten Vertrag ausgestattet.

### Nationalmannschaft
Kaczor debütierte als Nationalspielerin für die U17-Nationalmannschaft. Das am  8. Oktober 2019 in Szombathely in der ersten EM-Qualifikationsrunde, Gruppe 9 ausgetragene Spiel gegen die U17-Nationalmannschaft Ungarns wurde mit 0:1 verloren. In ihrem zweiten Länderspiel am 12. Februar 2020 in San Pedro del Pinatar, beim 2:0-Sieg im Freundschaftsspiel gegen die U17-Nationalmannschaft Schwedens, wurde sie als einzige Spielerin nicht ausgewechselt.
Für die U19-Nationalmannschaft bestritt sie drei Spiele der ersten EM-Qualifikationsrunde, Gruppe 7 gegen die U19-Nationalmannschaften Italiens, Norwegens und Aserbaidschans im Rhythmus von drei Tagen.
Ihr Debüt für die A-Nationalmannschaft gab sie als Einwechselspielerin am  7. April 2022 in Gdynia im siebten Spiel der WM-Qualifikationsgruppe F beim 12:0-Sieg über die Nationalmannschaft Armeniens.

## Erfolge
- Zweiter Polnische Meisterschaft 2022, 2023